# József Háda
József Háda (en húngaro: Háda József; Budapest, 2 de marzo de 1911-ibídem, 11 de enero de 1994) fue un jugador y entrenador de fútbol húngaro. En su etapa como jugador profesional se desempeñaba como guardameta.

## Selección nacional
Fue internacional con la selección de fútbol de Hungría en 16 ocasiones. Fue el último sobreviviente del plantel húngaro de la Copa Mundial de 1934, aunque no jugó ningún partido. Formó parte de la selección subcampeona de la Copa del Mundo de 1938.

### Participaciones en Copas del Mundo
| Mundial                        | Sede    | Resultado        | Partidos | Goles |
| ------------------------------ | ------- | ---------------- | -------- | ----- |
| Copa Mundial de Fútbol de 1934 | Italia  | Cuartos de final | 0        | 0     |
| Copa Mundial de Fútbol de 1938 | Francia | Subcampeón       | 1        | 0     |

## Equipos

### Como jugador
| Equipo      | País    | Año       |
| ----------- | ------- | --------- |
| Ferencváros | Hungría | 1930-1939 |

### Como entrenador
| Equipo             | País  | Año       |
| ------------------ | ----- | --------- |
| Selección nacional | Sudán | 1957-1959 |

## Palmarés

### Campeonatos nacionales
| Título              | Equipo      | País    | Año  |
| ------------------- | ----------- | ------- | ---- |
| Nemzeti Bajnokság I | Ferencváros | Hungría | 1932 |
| Copa de Hungría     | Ferencváros | Hungría | 1933 |
| Nemzeti Bajnokság I | Ferencváros | Hungría | 1934 |
| Copa de Hungría     | Ferencváros | Hungría | 1935 |
| Nemzeti Bajnokság I | Ferencváros | Hungría | 1938 |

### Copas internacionales
| Título                 | Equipo      | Sede          | Año  |
| ---------------------- | ----------- | ------------- | ---- |
| Copa de Europa Central | Ferencváros | Roma (Italia) | 1937 |